# 柏原由起子
柏原 由起子（かしはら ゆきこ、現姓：島津、1971年9月8日 - ）は、日本の元フィギュアスケート選手（女子シングル）。武庫川女子大学附属中学校・高等学校、カナダ・ノース・ビューハイツ高校を経て、フィリップス大学英米文学部卒。

## 経歴
7歳より、神戸FSCにてフィギュアスケートを始める。
1983年の第51回全日本ジュニア選手権では当時12歳にして3位となる。1987年の第55回全日本選手権では伊藤みどり、加藤雅子に次いで3位となった。
1987-1988シーズンにおいては、1987年の第56回全日本ジュニア選手権で優勝。同年の世界ジュニア選手権では、クリスティー・ヤマグチ、八木沼純子に次いで3位になり、1988年カルガリーオリンピックの出場の期待も高まったが選考会を兼ねた全日本選手権では6位に終わった。その後に開催された第43回国体（群馬）にて成年女子個人で優勝する。
1988-1989シーズンからは、カナダへスケート留学をするなどして力を付け1988年スケートカナダでは6位、同年NHK杯でも6位と国際大会での経験も積んでいく。
1989-1990シーズンにおいては、1989年のスケートカナダではプログラムにジャンプを取り入れないアーティスティック部門において優勝。1990年の第58回全日本選手権ではフリースケーティングにおいて5位に入るも、同年10月のスケートエレクトリックを最後に19歳で引退した。柏原も体重増加や拒食症を繰り返し、腰を故障してジャンプが上手く飛べなくなった事が原因といわれている。
髪型は1987-1988シーズンまではポニーテール、1988-1989シーズン以降はショートヘアだった。
2017年4月19日放送の「あいつ今何してる?」では、八木沼と同期でしのぎを削った選手として柏原が登場した。引退後は1995年に結婚して2人の男児を授かり、甲南女子大学生協籍購買部で販売業務を行っている。

## スケート技術
バレエの素養に加えてジャンプの技術の高さがあり、バレエジャンプからのトリプルトウループ-ダブルトウループのコンビネーションやスプレッドイーグルからのダブルアクセルをこなすなど、当時としては高い技術を持っていた。
腰を故障してからはジャンプの精彩は欠いたが、1989年のスケートカナダのアーティスティック部門において優勝するなど、表現力に磨きがかかった。中でもバレエの素養を活かした体の柔らかさから繰り出されるレイバックスピン、スパイラル、スプレッドイーグルの美しさには目を見張るものがあった。

## 主な戦績
| 大会/年         | 1982-83 | 1983-84 | 1984-85 | 1985-86 | 1986-87 | 1987-88 | 1988-89 | 1989-90 |
| --------------- | ------- | ------- | ------- | ------- | ------- | ------- | ------- | ------- |
| 全日本選手権    |         |         |         | 5       | 3       | 6       | 5       | 5       |
| NHK杯           |         |         |         |         |         |         | 6       |         |
| スケートカナダ  |         |         |         |         |         | 6       | 5       |         |
| 世界Jr.選手権   |         |         | 10      |         |         | 3       |         |         |
| 全日本Jr.選手権 | 3       |         | 2       | 3       |         | 1       |         |         |